# Lino Esterino Garavaglia
Lino Esterino Garavaglia O.F.M. Cap. (Mesero, 9 de septiembre de 1927 - Cesena, 12 de junio de 2020) fue un obispo católico italiano.

## Biografía
Fue ordenado sacerdote en 1954 y nombrado obispo coadjutor de la Diócesis de Tivoli de 1986 a 1987, sirviendo como obispo de la misma Diócesis de 1987 a 1991. Ese mismo año fue nombrado obispo de la Diócesis de Cesena-Sarsina, cargo que ocupó hasta el año 2003, año en que se retiró de la práctica episcopal.
Garavaglia falleció a los 92 años el 12 de junio de 2020 en el hogar de ancianos de la localidad de Cesena.